# Wolfgangskapelle (Neudenau)

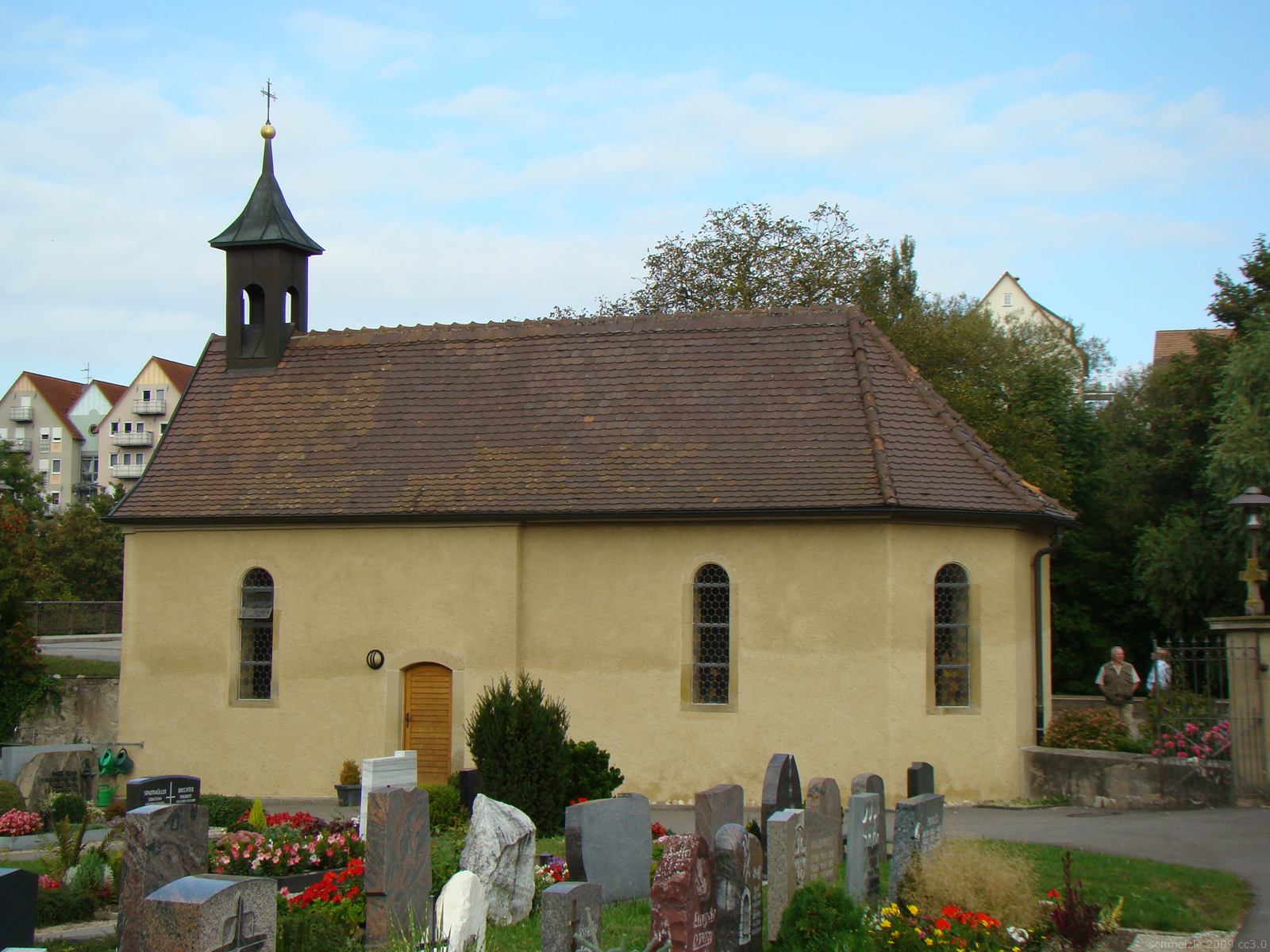
Die Wolfgangskapelle in Neudenau

Die Wolfgangskapelle in Neudenau im Landkreis Heilbronn im nördlichen Baden-Württemberg hat ihre Ursprünge in der späten Gotik, wurde 1720 vergrößert und dient heute als Friedhofskapelle für den 1780 bei der Kapelle angelegten Neudenauer Friedhof.
Die mit dem Chorbereich nach Osten ausgerichtete Kapelle befindet sich bei der Neudenauer Jagstbrücke und war eventuell einst Station eines Pilgerweges. Das Gebäude ist mit einem Dachreiter auf dem westlichen Ende des Firstes versehen. Das Innere der Kapelle ist von schlichten Renovierungen der jüngeren Zeit geprägt, die letzte umfassende Renovierung fand im Jahr 2004 statt. In die nördliche Innenwand ist ein Grabstein von 1798 vermauert.

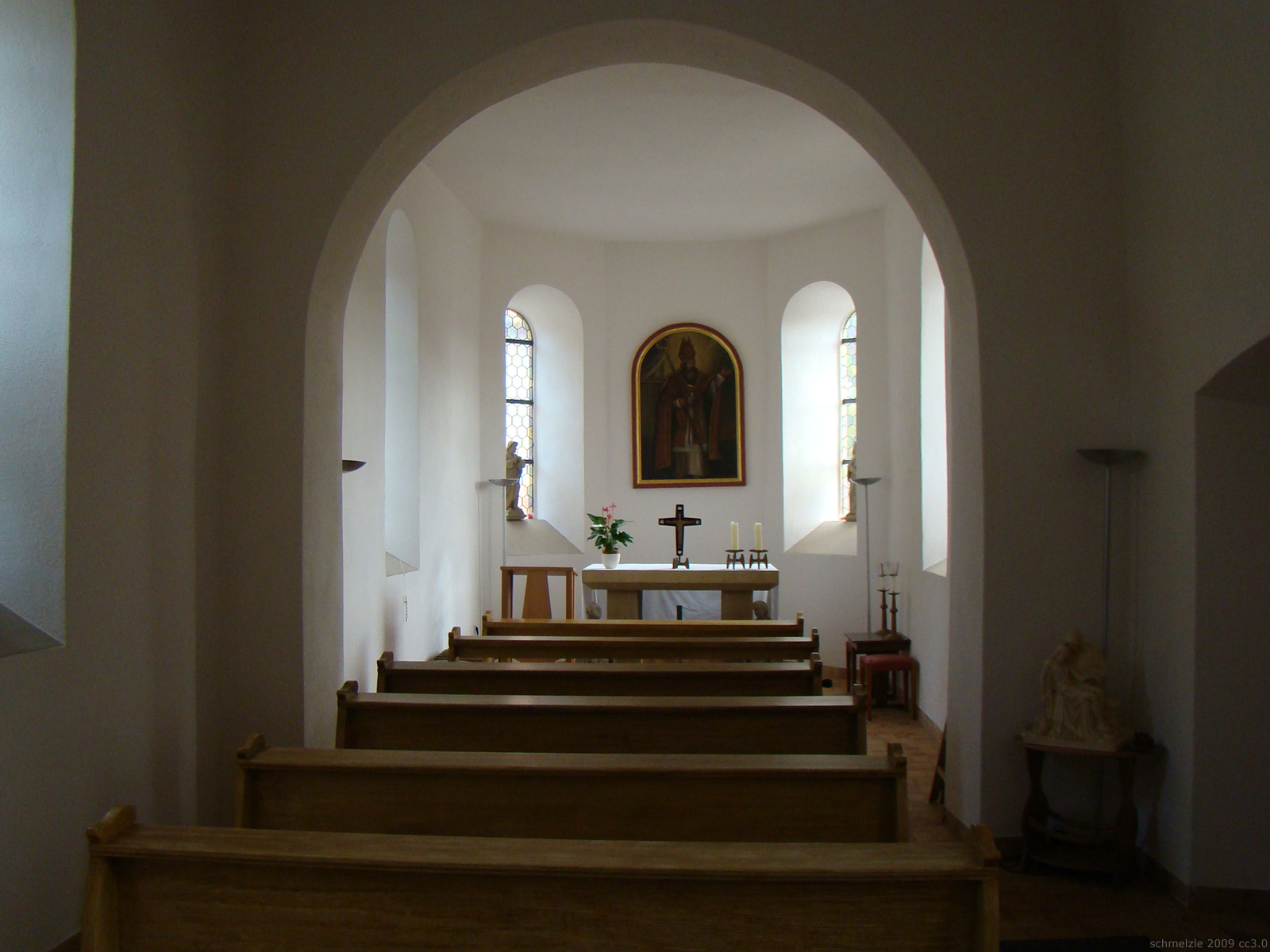
Innenansicht
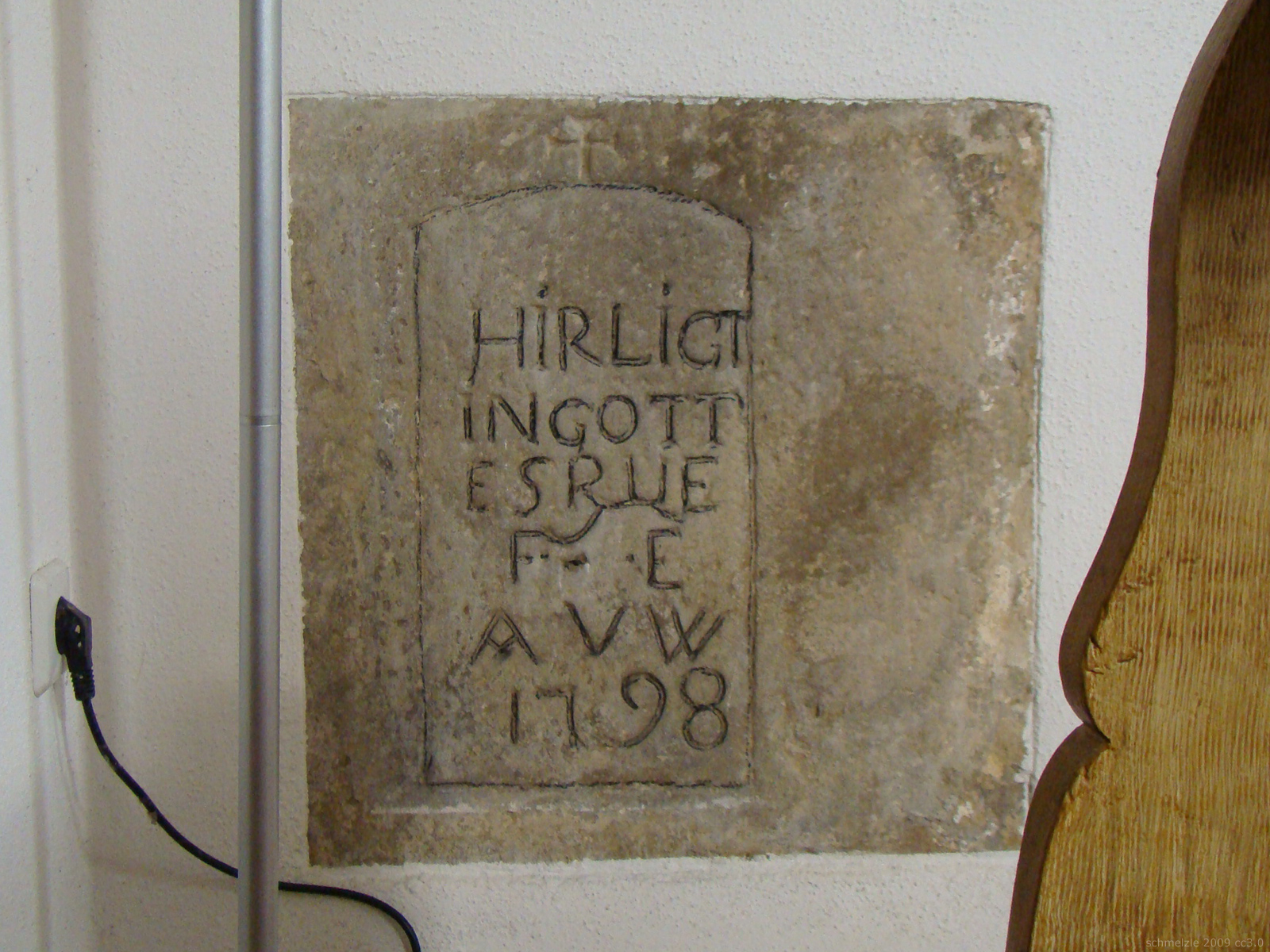
Vermauerter Grabstein von 1798